# Кам

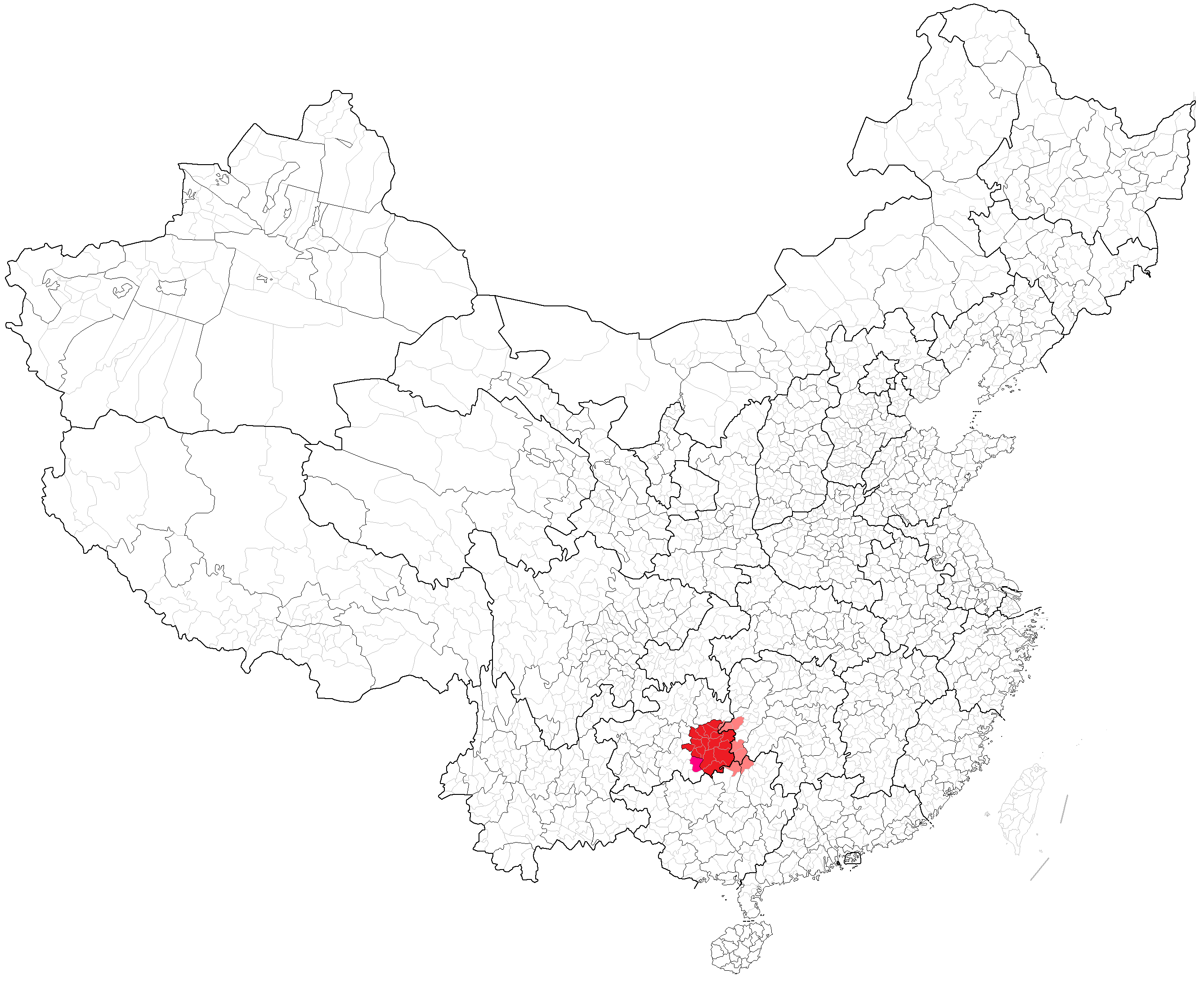
Визначені урядом КНР автономії камів та шуйців

Кам (дуни; кит. спр. 侗族, піньїнь: Dòng Zú; самоназва: Gaeml [kɐm]) — кам-суйський народ чисельністю близько 3 млн осіб. Проживає в основному на півдні Китаю, та невелика кількість у В'єтнамі.

## Історія

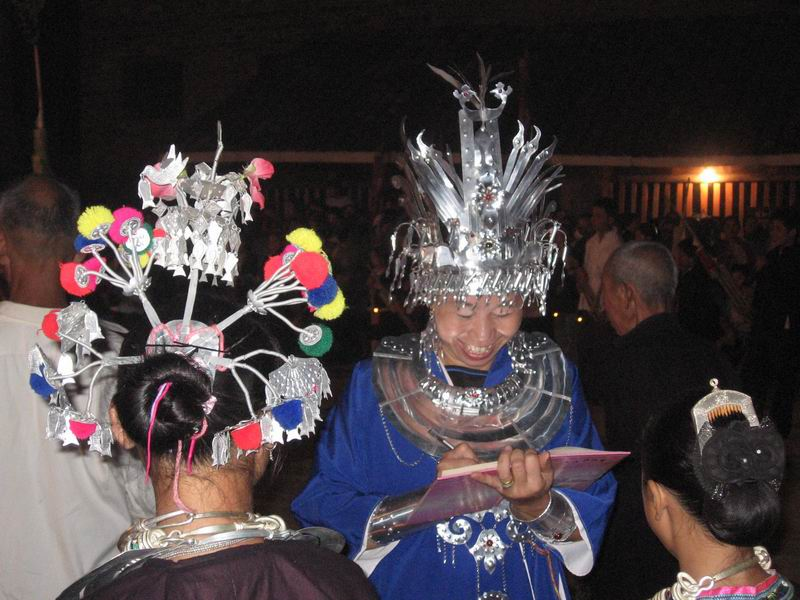
Осінній фестиваль у Ченьяньцяо, Ґуансі, Китай

Походять ками від нащадків древнього племені байює, які в епоху династії Цінь називалися лоює, а потім, за часів існування держав Вей та Цзінь — Ляо (僚). Ці ляо й вважаються предками камів.
Згідно древнім історичним літописам камами називали дунжень або дунмань, а самоназва у них було ґань. Значно пізніше, під час царювання династії Сун їх назва змінилася на ґелін, а вже після династії Мін з'явилися різні варіації назви — дунляо, дунмяо, і навіть просто мяо. Після утворення КНР, в 1949 році було прийнято єдину назву.

## Релігія
Кам одні з небагатьох народів, які зберегли традиційні вірування. Вони сповідують анімізм, у них розвинений культ предків, особливо жіночих. Раніше духам предків приносилися жертвопринесення, влаштовувалися національні ходи з драконом, ігри й танці. Тепер у кожному селі присутні молитовні в пам'ять богині Саму. Також у кожному селі збудовані молитовні в пам'ять предка-жінки. У свята, особливо у Новий рік, духам та предкам приносять жертвоприношення, влаштовують ходи з драконом. Ще живі традиції музичного, пісенного, танцювального й усного фольклору.
Люди кам традиційно політеїстичні з багатьма елементами анімізму. Тотеми включають черепах, змій і драконів, а шановані предки включають міфічних фігур Сон Сан, Сон Ень, Чжан Лян і Чжан Мей. Проте Кам зазнали впливу буддизму, даосизму та конфуціанства через історичні контакти з Хань. Цей вплив головним чином спостерігається у культі предків, похоронних обрядах і певних святах, таких як Весна та Свято човнів-драконів. Кам також використовує рисові зерна, коріння бамбука, равликів і курячу кістку, очі, кров і яйця для ворожіння. Сьогодні кам сповідують даосизм, буддизм, і меншою мірою — християнство.

### Духи та божества
Деякі божества та священні природні явища також перераховані нижче.
- Sa Ma Qing Sui, або Sa Sui, є найважливішим божеством у міфології Кам. Са Суй — жіноче божество, яке, можливо, спочатку було богинею землі.
- Богиня в'їзду в село
- Богиня мосту
- Боги та богині землі
- Три боги сімейного процвітання
- Божество кохання, яке фактично складається з п'яти богів чоловічої статі
- Вигнання-злий бог
- Дух неба і землі
- Поклоніння сонцю та місяцю (походить від китайської релігії)
- Грім і блискавка
- Гори
- Річки та струмки
- Свердловини
- Два духи вогню: один добрий і один злий
- Великі камені та валуни
- «Дерева вітру і води» (тобто дерева з магічними властивостями) і стародавні вічнозелені дерева
- Духи водяного буйвола
- Рисові проростки
- Духи фруктових дерев

Змій дуже шанують і часто вважають, що вони були прабатьками стародавніх народів байюе, до яких входив кам. Легендарних засновників народу Кам, Чжан Лян і Чжан Мей, часто закликають на допомогу при хворобах і лихах.

### Табу і забобони
Традиційна релігія кам використовує багато табу, прикмет і фетишів. Фетишами зазвичай є частини рослин, такі як гілки дерев, очерет, листя та коріння. Деякі табу та забобони перераховані нижче.
- Не можна одружуватися в китайський рік Тигра, оскільки вони повинні чекати приблизно дев'ять років, перш ніж народити своїх перших немовлят.
- Вагітним жінкам не можна брати участь у шлюбних церемоніях чи сватанні, відвідувати хворих знайомих або приносити жертви богам.
- Жінки не можуть народжувати вдома у матері. Існує багато інших табу і забобонів, пов'язаних з пологами.
- Дітей не можна стригти до місячного віку. Пасма волосся від першої стрижки необхідно зберігати і не викидати.
- У трунах не може бути жодних металевих предметів, оскільки покійні душі бояться металевих предметів, особливо міді.
- Не можна класти трупи в труни в дощову погоду.
- Не можна називати імена, коли несуть труп до могили.
- Не можна стукати паличками по мисках, це нагадує поведінку жебраків.
- М'ясо ворон або мертвих диких тварин із невідомою причиною смерті приносить нещастя, тому його не можна їсти.
- Неодруженим чоловікам не можна їсти свинячі ноги, оскільки у свиней роздвоєні ратиця.
- Нові будинки не варто будувати, якщо сусід недавно помер.
- Вагітним жінкам не слід дивитися, як будуються нові будинки.
- Деревина, у яку влучила блискавка, не може бути використана для будівництва будинків.
- Парадні входи двох будинків не повинні виходити прямо один навпроти одного, оскільки це призведе до серйозних сварок.
- Заселятися в нові будинки найкраще вночі, коли село вже спить.
- У перший день китайського Нового року не слід купувати нічого, оскільки це може спричинити зменшення кількості матеріалів для нового року. У цей день не можна підмітати підлогу, викидати сміття, ходити в гості до друзів, уникати сварок, не можна різати їжу ножами.
- Не слід грати lusheng між посівом і пересадкою розсади рису, оскільки це може привабити комах.
- Зустріти вагітну жінку на полюванні вважається нещастям.
- Під час полювання не можна вигукувати імена тварин, щоб бог гір не пробудився їх захистити.
- Риба, яка пливе вгору за течією, захищена богами, і зловити одну призведе до нещастя.
- Виходити з дому 7, 17 або 27 числа — невдача. (Цей звичай також практикують китайці.)
- Нещодавно померла людина підніметься, якщо через неї перестрибне кіт. Тому всіх домашніх тварин потрібно тримати подалі від них.

### Магія і шаманство
Ритуали, пов'язані з надприродними елементами, включають танці драконів, весняні танці буйволів і церемонії запобігання пожежі, коли попіл кладуть у човни та відправляють за течією.
Чаклувати можна приватно. Є багато цілей чаклунства, таких як відлякування злих духів, відновлення душі розбурханої дитини, помста ворогам і викликання любові. Ляльки вуду, запозичені у китайців, зроблені так, що на них можна встромляти шпильки з написанням імені та дати народження людини. Потім ляльку ховають під землею після того, як її вставляють у глиняний горщик. Білих півнів можна використовувати для чаклунства помсти.
Шаманізм практикується кам і має багато паралелей із шаманізмом народу Мяо (Хмонг). Одним із основних обов'язків шаманів є лікування душ хворих людей.
У першій половині XIX століття сформувалася національна музична драма, що виконується на рідній мові та національному вбранні.

## Заняття
Основне заняття камів — землеробство. Вирощують рис, кукурудзу, батат, овочі. Крім того, на заливних рисових полях розводять рибу. Вони також займаються скотарством (розводять буйволів, свиней тощо), лісівництвом (вирощують ялини, камелії маслоносні). У камів є звичай зустрічати гостей з камелією.
Розвинені ремесла: дерево-, камене- та металообробка, ткацтво, фарбування та вишивка тканин, цим в основному займаються жінки.